# Шаптебань
Шаптебань (рум. Şaptebani) — село в Рышканском районе Молдавии. Относится к сёлам, не образующим коммуну.

## История
Село Шаптебань впервые упомянуто документально в 1425 году под названием Стэнкэуць.
В 1904—1906 гг. при поддержке местных жителей была построена деревянная церковь. В 1944 году церковь была закрыта. В 1954—1957 гг. церковь действовала короткое время, но после кончины священника, который подвергался запугиваниям и издевательствам, храм вновь закрылся. В 1961 году из церкви были изъяты все культовые предметы, а помещение превращено в спортивный зал. В 1982 году в церкви открылся музей «Родной край». Осенью 1990 года музей был закрыт, а церковь возвращена верующим.

## География
Село расположено на высоте 171 метр над уровнем моря.

## Население
По данным переписи населения 2004 года, в селе Шаптебань проживает 1740 человек (819 мужчин, 921 женщина).
Этнический состав села:
| Национальность | Число жителей | Процентный состав |
| -------------- | ------------- | ----------------- |
| молдаване      | 1212          | 69,66             |
| украинцы       | 500           | 28,74             |
| русские        | 21            | 1,21              |
| гагаузы        | 2             | 0,11              |
| румыны         | 1             | 0,06              |
| прочие         | 4             | 0,23              |
| Всего          | 1740          | 100 %             |